# Holotrichia horishana
Holotrichia horishana är en skalbaggsart som beskrevs av Niijima och Sôichirô Kinoshita 1923. Holotrichia horishana ingår i släktet Holotrichia och familjen Melolonthidae. Inga underarter finns listade i Catalogue of Life.